# Iluminación antigua
La iluminación antigua se ocupa de la decoración de manuscritos durante el período antiguo correspondiente con las civilizaciones griega y romana. Aplicada por primera vez a los manuscritos sobre papiros, estas decoraciones adornan progresivamente los manuscritos sobre pergamino (códices) que surgen durante el siglo I. Apenas se conservan unos pocos manuscritos, raros de esta época, y no proporcionan una idea exhaustiva de la diversidad de la producción de la época.

## Historia

### La decoración de los papiros.

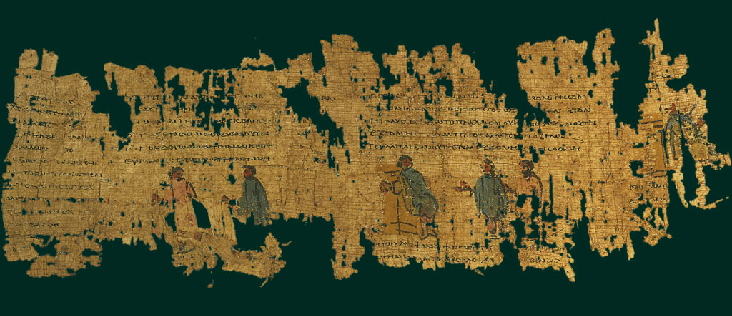
Papiro de la Biblioteca Nacional de Francia, fragmento de novela griega desconocido. II _ siglo

La decoración de las obras manuscritas es anterior a la invención de los códices sobre pergamino: los rollos de papiro, nacidos en Egipto y extendidos por la cuenca mediterránea desde la conquista de Alejandro, ya incluían ilustraciones. Durante la época de Plinio el Viejo, por ejemplo, existe una gran producción de escritos ilustrados ampliamente difundidos por el Imperio romano. Estos escritos son tanto textos literarios como textos de ciencias naturales que representan herbolarios, por ejemplo. Muy pocos de estos papiros subsisten actualmente. Uno de los más antiguos es el fragmento de una novela griega sin identificar del siglo II, conservado en la Biblioteca Nacional de Francia (Supp. Griego 1294) o un poema sobre Heracles del III conservado en la Biblioteca Nacional de Francia. La ilustración de estos rollos consta de pequeñas escenas precisas unidas entre sí para fomentar la lectura del resto del texto. El soporte del papiro no permite fijar capas de pintura espesa ni representar muchos detalles.

### Los primeros códices iluminados
La aparición en el siglo I del códice, el escrito con formato de libro con páginas que se pasan, hechas de pergamino, constituye en ese momento, según ciertos especialistas, una revolución análoga a la invención de la imprenta. La iluminación antigua se convirtió entonces en la primera edad de oro del libro iluminado. Si algunos códices están escritos en papiro, como el que está tomado del fragmento de los aurigas, el soporte del pergamino permite aplicar técnicas pictóricas mucho más logradas e inspirarse en modelos empleados en otras artes como el mosaico, la pintura sobre madera o la pintura mural (frescos), hasta alcanzar el rango de arte mayor en el siglo IV. La iluminación podrá utilizar ilustraciones exentas del texto, en forma de miniaturas, decoradas con abundantes capas de color. Con la aparición del cristianismo, aparecen los primeros manuscritos bíblicos, durante este siglo IV, se utilizan con mayor frecuencia las técnicas utilizadas para los manuscritos profanos sin transformarlos por completo.

## Características

### La diversidad de fuentes de inspiración.
Los manuscritos iluminados más antiguos se pueden comparar fácilmente con otras obras de arte de la época. Así, uno de los más antiguos que se conocen, pero del que sólo se conservan copias del siglo XVII, extraídas, a su vez, de una copia carolingia, es el Cronógrafo de 354 que data del siglo IV. Una de las miniaturas, que representa al emperador Constancio II, está inspirada en las vajillas de plata coetáneas. Las miniaturas que representan personificaciones de metrópolis son similares a los motivos del fresco. Por último, las obras de los meses se encuentran frecuentemente en los mosaicos del Bajo Imperio.

### Tipos de texto iluminado
Todo tipo de textos se iluminan a finales de la Antigüedad: así como textos científicos, literarios, prácticos o religiosos.
- herbarios o tratados de ciencias naturales, con representaciones muy logradas y muy realistas de plantas o animales, como en el Dioscórides vienés.[4]
- los poemas épicos como la Ilíada, que se encuentran en la Ilíada ambrosiana o con la Eneida en el Vergilius vaticanus o el Vergilius romanus : la gran diversidad de iconografía y motivos muestran una gran y larguísima tradición ya en el V V Siglo de la iluminación de este tipo de texto literario.[4]
- No nos han llegado más obras enteras, pero el manuscrito carolingio de comedias de Terencio (Cod. IVA. Lat. 3868) da una idea bastante precisa de la forma que debieron adoptar en los manuscritos antiguos : después del tradicional retrato del autor, una miniatura presentaba las máscaras de los actores de forma bastante precisa, luego ilustraciones de las distintas escenas salpicaban el texto sin separarse de él, como en los antiguos papiros. Esta presentación se encontraba tanto en obras latinas como en autores griegos como Eurípides o Menandro.[4]
- los primeros textos cristianos retoman los motivos, técnicas y estilo de los libros clásicos. Los manuscritos bíblicos retoman tipos de miniaturas bastante similares a las que se encontraban en los ciclos homéricos de la Ilíada y la Odisea, como es el caso del manuscrito de la Itala de Quedlinburg o del Génesis de Cotton.[5]

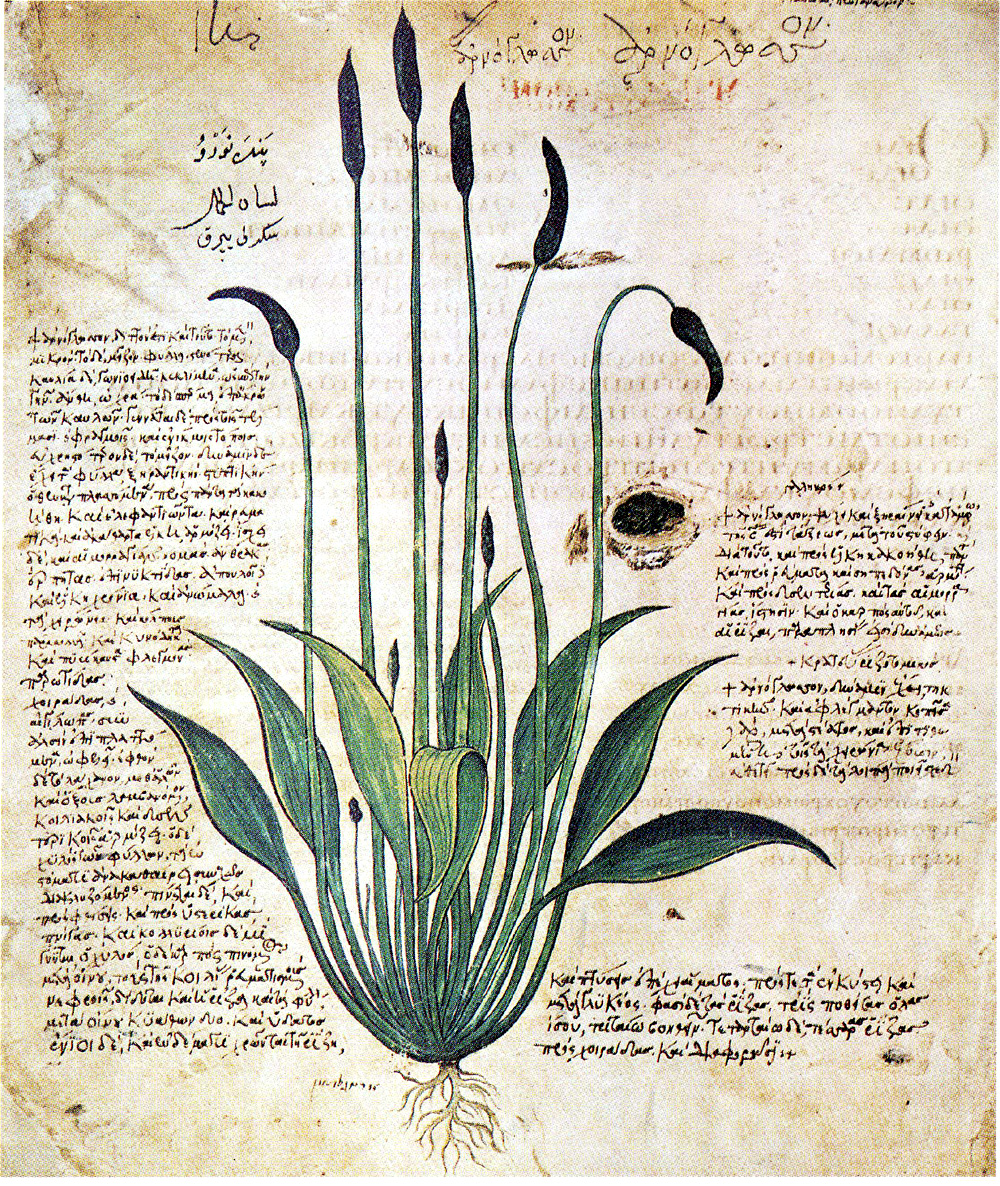
Dioscórides de Viena
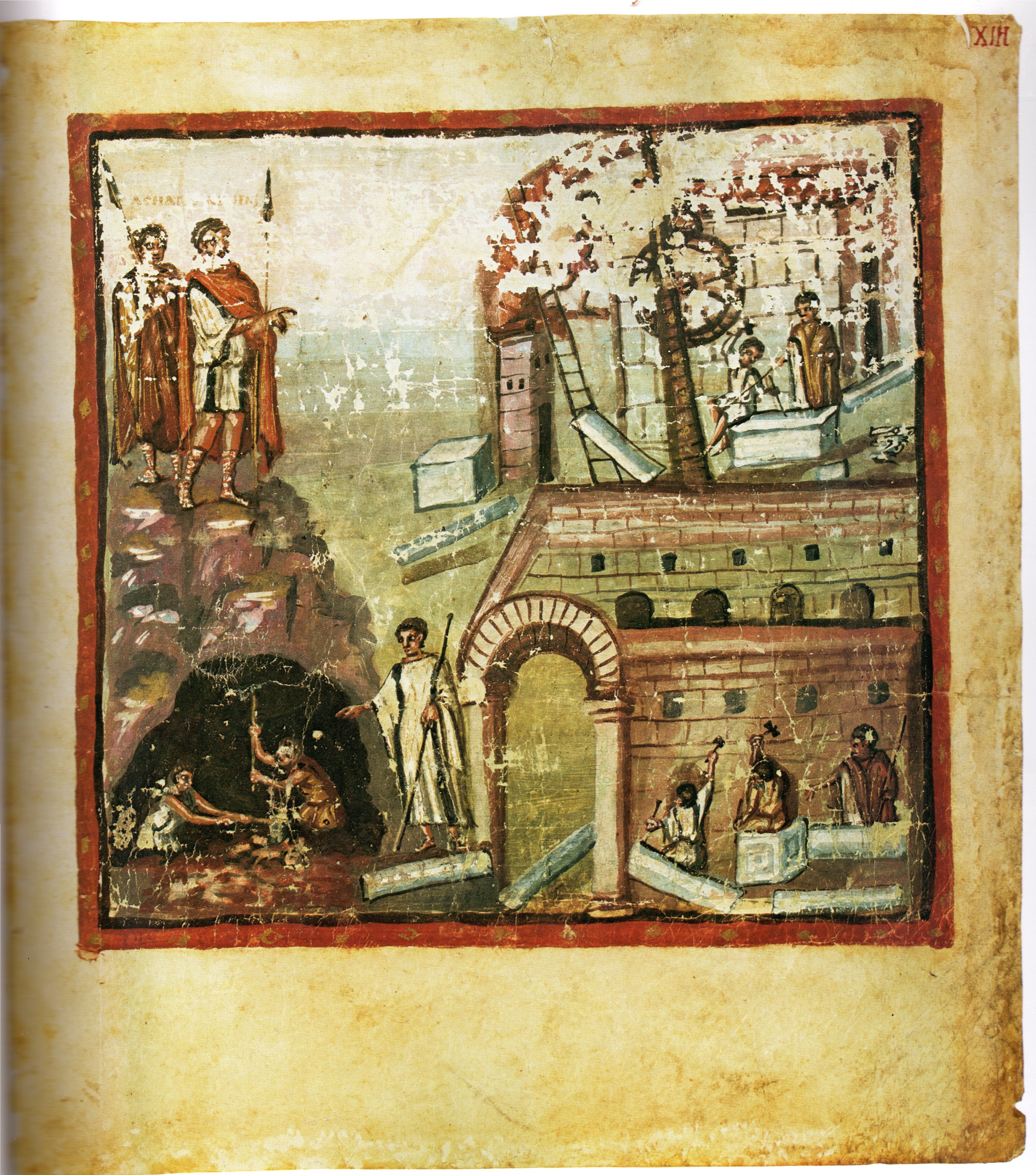
El Vergilius vaticanus
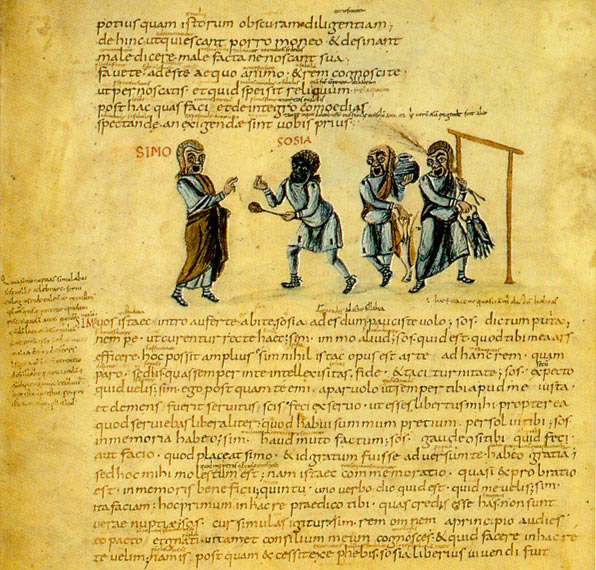
Manuscrito de Terencio del Vaticano
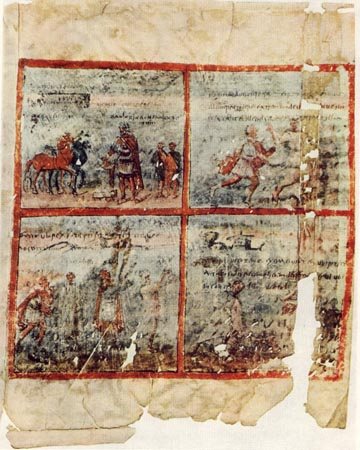
Biblia Itala de Quedlinbourg